# Вила „Яков Модиано“
 Тази статия е за вилата на банкера Яков Модиано.  За вилата на индустриалеца Йосиф Модиано, вижте Вила „Йосиф Модиано“.  
Вила „Яков Модиано“ (на гръцки: Βίλα Γιακό Μοδιάνο), известна и като Старото правителство (Παλαιό Κυβερνείο), е историческа постройка в град Солун, Гърция. Днес в нея се помещава Фолклорният и етноложки музей на Македония-Тракия.

## История
Сградата е разположена в южния квартал Пиргите, на булевард „Василиса Олга“ № 68. Построена е в 1906 година от архитекта Ели Модиано за банкера Яков Модиано. Семейство Модиано живее кратко във вилата и след като Солун остава в Гърция след Междусъюзническата война в 1913 година, вилата е купена от гръцкото правителство и предоставена на кралското семейство. По-късно във вилата се помещава Солунското военномедицинско училище (1947 година) и Солунската семинария (1960).

## Архитектура
Архитектурата на сградата се характеризира с еклектичните тенденции, като най-силно е ар нуво влиянието. Особено интересен е двуетажният балкон (лоджия), който гледа към морето. Стените са каменни и дебели. Сградата е с обща площ 1200 квадратни метра, с голямо централо осмоъгълно пространство, около което са разположени асиметрично стаите. Дворът на вилата е 2500 m2, което е почти половината от първоачалната площ.